# Yannick Langesberg
Yannick Langesberg (* 31. März 1994 in Wickede (Ruhr)) ist ein deutscher Fußballspieler.

## Karriere
Langesberg begann seine Karriere beim sauerländischen Verein SC Neheim und wechselte 2012 in die Jugend von Borussia Dortmund, wo er in der A-Junioren-Bundesliga und der UEFA Youth League zum Einsatz kam. Seine erste Station im Seniorenlager war Rot Weiss Ahlen, mit denen er 2015 den Aufstieg von der Oberliga Westfalen in die Regionalliga West schaffte. Daraufhin wechselte er zum SV Lippstadt 08 und stieg dort erneut in der Saison 2018/19 in die Regionalliga West auf. Zur Saison 2019/20 wechselte er zum SC Verl.
Mit den Verlern erreichte Yannick Langesberg das Achtelfinale im DFB-Pokal 2019/20, wo seine Mannschaft am Bundesligisten 1. FC Union Berlin scheiterte. In der Regionalliga-Saison 2019/20 wurde Langesberg mit den Verlern Vizemeister hinter dem SV Rödinghausen. Da Rödinghausen keine Lizenz für die 3. Liga beantragte spielten die Verler gegen den 1. FC Lokomotive Leipzig um den Aufstieg. Beide Spiele endeten unentschieden und die Verler stiegen dank der mehr erzielten Auswärtstore auf. Sein Profidebüt gab Yannick Langesberg am 26. September 2020 beim 3:0-Sieg über FC Bayern München II.
Zur Saison 2021/22 wechselte Langesberg zu Rot-Weiss Essen, bevor er zur Saison 2022/23 zum Süd-West-Regionallisten TSV Steinbach Haiger ging.

## Erfolge
- Aufstieg in die 3. Liga: 2020, 2022
- Meister der Oberliga Westfalen: 2018
- Aufstieg in die Regionalliga West: 2015, 2018